# Deutsch-Wagram

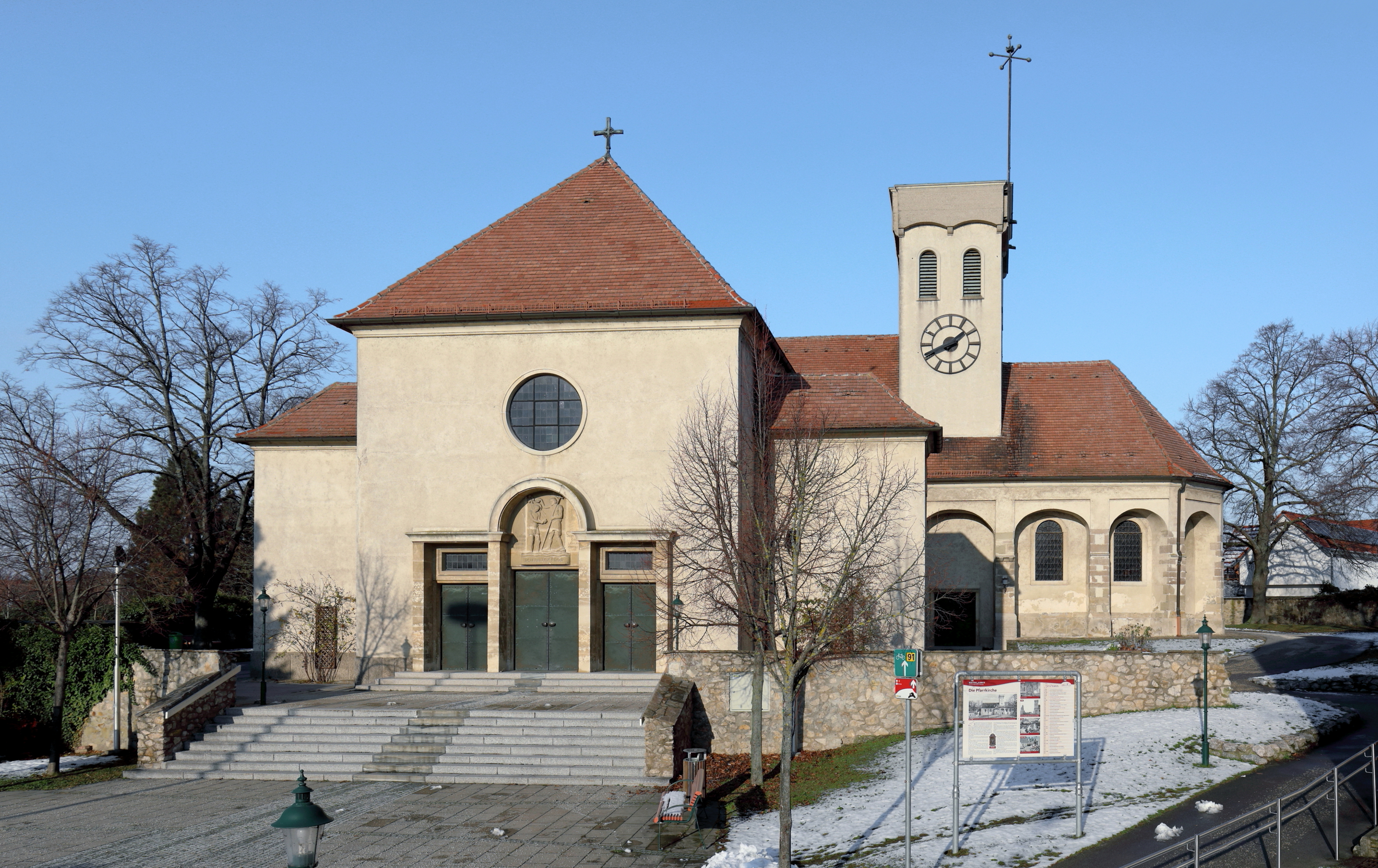
Kościół w Deutsch-Wagram

Deutsch-Wagram – miasto w Austrii, w kraju związkowym Dolna Austria, w powiecie Gänserndorf. Liczy 8 083 mieszkańców (1 stycznia 2014). W mieście jest zlokalizowany zakład produkcyjny pistoletów firmy Glock.

## Historia
Pod Deutsch-Wagram rozegrała się 5-6 lipca 1809 bitwa pod Wagram.